# Großer Preis von Deutschland 1982
Der Große Preis von Deutschland 1982 (offiziell XLIV Großer Preis von Deutschland) fand am 8. August auf dem Hockenheimring in Hockenheim statt und war das zwölfte Rennen der Formel-1-Weltmeisterschaft 1982.

## Berichte

### Hintergrund
Zur Herabsetzung der zuvor sehr hohen Kurvengeschwindigkeiten in der Ostkurve, wo Patrick Depailler bei Testfahrten während der Saison 1980 tödlich verunglückt war, wurde am Beginn dieser langgezogenen Kurve eine Bremsschikane installiert. Eine weitere Schikane, die im Bereich der ersten Waldgeraden bereits bestanden hatte, wurde zudem umgestaltet, sodass die offizielle Streckenlänge fortan mit 6,797 Kilometern angegeben wurde.
Während Nigel Mansell nach endgültig auskurierter Verletzung wieder seinen Platz bei Lotus einnahm, musste Jochen Mass nach dem ersten freien Training sein Cockpit an Rupert Keegan übergeben, da ihn seine Verletzungen, die er zwei Wochen zuvor im Zuge eines Unfalls während des Großen Preises von Frankreich erlitten hatte, zu sehr am Fahren hinderten. Er trat nie wieder zu einem Formel-1-Rennen an.
Bei Theodore Racing wurde entschieden, Jan Lammers durch den aufstrebenden Formel-3-Piloten Tommy Byrne zu ersetzen. Lammers verließ daraufhin die Formel 1 und kehrte erst rund 10 Jahre später zum Großen Preis von Japan 1992 zurück. Er hält somit den Rekord für die längste Zeitspanne zwischen zwei Grand-Prix-Beteiligungen eines Fahrers.

### Training
Das erste der beiden Qualifikationstrainings fand am Freitag bei trockenen Bedingungen statt. Didier Pironi absolvierte die schnellste Runde.
Während des  freien Trainings am Samstagvormittag regnete es bereits. Pironi fuhr auf eine Gischtwolke auf, in der er lediglich den Williams FW08 von Derek Daly vermutete. Hinter diesem folgte jedoch, für Pironi nicht sichtbar, Alain Prost im Renault RE30B. Pironi prallte in dessen Heck. Durch die Berührung der Räder der beiden Fahrzeuge hob der Ferrari 126C2 ab und flog über den Renault hinweg. Nach der Landung überschlug sich der Wagen mehrfach und prallte schließlich in die Streckenbegrenzung. Pironi wurde schwer verletzt. Am Unfallort wurde zunächst durch den Formel-1-Arzt Sid Watkins eine Beinamputation in Betracht gezogen, zu der es jedoch schließlich nicht kam. Der Verletzte wurde mit einem Hubschrauber ins Universitätsklinikum Heidelberg transportiert. Pironi, der zum Zeitpunkt des Unfalls die Weltmeisterschafts-Wertung angeführt hatte, konnte zwar durch mehrere Operationen nahezu vollständig geheilt werden, kehrte jedoch nie wieder in die Formel 1 zurück. Für die Scuderia Ferrari war dies bereits der zweite schwerwiegende Verlust in diesem Jahr nach dem Tod von Gilles Villeneuve im Training zum Großen Preis von Belgien, der ebenfalls durch einen Auffahrunfall zustande gekommen war.
Prost hatte den Unfall zwar unverletzt überstanden, entwickelte jedoch aufgrund der Eindrücke eine Abneigung gegen das Rennfahren bei nassen Streckenbedingungen, die ihn während seiner restlichen Karriere begleitete.
Da es während des zweiten Qualifikationstrainings am Samstagnachmittag weiterhin regnete, konnte keiner der Piloten seine am Freitag erzielte Rundenzeit verbessern. 11 der 29 Piloten verzichteten gänzlich auf einen weiteren Versuch. Die übrigen Fahrer erzielten Rundenzeiten jenseits von zwei Minuten mit Durchschnittsgeschwindigkeiten unter 200 km/h. Da das Ferrari-Team seinen im Krankenhaus liegenden Piloten Pironi nicht vom Rennen abgemeldet hatte, war er der offizielle Pole-Setter und der erste Startplatz blieb leer. Prost und René Arnoux hatten sich für die Startplätze zwei und drei qualifiziert, vor dem amtierenden Weltmeister Nelson Piquet und dem zweiten Ferrari-Piloten Patrick Tambay. Hinter Riccardo Patrese folgte Michele Alboreto als erster derjenigen Fahrer, die nicht über einen Turbomotor verfügten.
Niki Lauda hatte sich während des Trainings verletzt und verzichtete daraufhin auf die Teilnahme am Rennen.

### Rennen
Wie von den meisten Beobachtern vermutet, benötigte Piquet lediglich zwei Runden, um an Arnoux und Prost vorbeizuziehen und die Führung zu übernehmen. Der Grund dafür war die seit zwei Rennen vom Team Brabham praktizierte Strategie, die von vornherein einen Boxenstopp zur Hälfte des Rennens vorsah, wodurch die Wagen zu Beginn des Rennens aufgrund des nur zur Hälfte gefüllten Tanks vergleichsweise leicht waren. Zudem konnten weichere Reifen eingesetzt werden, die während des Boxenstopps gewechselt werden sollten.
In der 14. Runde musste Prost aufgrund eines Problems mit der Kraftstoffeinspritzung aufgeben. Eine Runde zuvor war Patrese wegen eines Motorschadens ausgeschieden. Unterdessen war Tambay bis auf den zweiten Rang nach vorn gelangt.
Der mit deutlichem Vorsprung führende Piquet kollidierte in der 19. Runde im Zuge eines Überrundungsmanövers mit Eliseo Salazar. Beide Piloten schieden aus. Vor laufenden Fernsehkameras verlor Piquet die Fassung und prügelte kurz auf Salazar ein, bevor zwei Streckenposten hinzukamen und die Situation entschärften. Tambay gelangte durch Piquets Ausfall in Führung vor Arnoux sowie John Watson, Keke Rosberg und Alboreto. Jacques Laffite überholte bis zur 27. Runde sowohl Alboreto als auch Rosberg, beschädigte sich jedoch kurz darauf infolge eines Fahrfehlers seinen Wagen, wodurch dessen Handling negativ beeinflusst wurde. Laffite fiel dadurch zunächst zurück und gab schließlich in Runde 36 auf. Eine Runde später musste auch Watson das Rennen aufgrund eines Aufhängungsschadens vorzeitig beenden.
Tambay gewann erstmals einen Grand Prix. Zweiter wurde Arnoux vor Rosberg, Alboreto, Bruno Giacomelli und Marc Surer.

## Meldeliste
| Team                           | Nr. | Fahrer             | Chassis        | Motor                    | Reifen |
| ------------------------------ | --- | ------------------ | -------------- | ------------------------ | ------ |
| Parmalat Racing Team           | 01  | Nelson Piquet      | Brabham BT50   | BMW M12/13 1,5 L4t       | G      |
| Parmalat Racing Team           | 02  | Riccardo Patrese   | Brabham BT50   | BMW M12/13 1,5 L4t       | G      |
| Team Tyrrell                   | 03  | Michele Alboreto   | Tyrrell 011    | Ford Cosworth DFV 3.0 V8 | G      |
| Team Tyrrell                   | 04  | Brian Henton       | Tyrrell 011    | Ford Cosworth DFV 3.0 V8 | G      |
| TAG Williams Team              | 05  | Derek Daly         | Williams FW08  | Ford Cosworth DFV 3.0 V8 | G      |
| TAG Williams Team              | 06  | Keke Rosberg       | Williams FW08  | Ford Cosworth DFV 3.0 V8 | G      |
| Marlboro McLaren International | 07  | John Watson        | McLaren MP4/1B | Ford Cosworth DFV 3.0 V8 | M      |
| Marlboro McLaren International | 08  | Niki Lauda         | McLaren MP4/1B | Ford Cosworth DFV 3.0 V8 | M      |
| Team ATS                       | 09  | Manfred Winkelhock | ATS D5         | Ford Cosworth DFV 3.0 V8 | G      |
| Team ATS                       | 10  | Eliseo Salazar     | ATS D5         | Ford Cosworth DFV 3.0 V8 | G      |
| John Player Team Lotus         | 11  | Elio de Angelis    | Lotus 91       | Ford Cosworth DFV 3.0 V8 | G      |
| John Player Team Lotus         | 12  | Nigel Mansell      | Lotus 91       | Ford Cosworth DFV 3.0 V8 | G      |
| Ensign Racing                  | 14  | Roberto Guerrero   | Ensign N181    | Ford Cosworth DFV 3.0 V8 | P      |
| Équipe Renault Elf             | 15  | Alain Prost        | Renault RE30B  | Renault EF1 1.5 V6t      | M      |
| Équipe Renault Elf             | 16  | René Arnoux        | Renault RE30B  | Renault EF1 1.5 V6t      | M      |
| Rothmans March Grand Prix Team | 17  | Rupert Keegan      | March 821      | Ford Cosworth DFV 3.0 V8 | A      |
| Rothmans March Grand Prix Team | 17  | Jochen Mass        | March 821      | Ford Cosworth DFV 3.0 V8 | A      |
| Rothmans March Grand Prix Team | 18  | Raul Boesel        | March 821      | Ford Cosworth DFV 3.0 V8 | A      |
| Fittipaldi Automotive          | 20  | Chico Serra        | Fittipaldi F9  | Ford Cosworth DFV 3.0 V8 | P      |
| Marlboro Team Alfa Romeo       | 22  | Andrea de Cesaris  | Alfa Romeo 182 | Alfa Romeo 1260 3.0 V12  | M      |
| Marlboro Team Alfa Romeo       | 23  | Bruno Giacomelli   | Alfa Romeo 182 | Alfa Romeo 1260 3.0 V12  | M      |
| Équipe Talbot Gitanes          | 25  | Eddie Cheever      | Ligier JS19    | Matra MS81 3.0 V12       | M      |
| Équipe Talbot Gitanes          | 26  | Jacques Laffite    | Ligier JS19    | Matra MS81 3.0 V12       | M      |
| Scuderia Ferrari SpA SEFAC     | 27  | Patrick Tambay     | Ferrari 126C2  | Ferrari 021 1.5 V6t      | G      |
| Scuderia Ferrari SpA SEFAC     | 28  | Didier Pironi      | Ferrari 126C2  | Ferrari 021 1.5 V6t      | G      |
| Arrows Racing Team             | 29  | Marc Surer         | Arrows A4      | Ford Cosworth DFV 3.0 V8 | P      |
| Arrows Racing Team             | 30  | Mauro Baldi        | Arrows A4      | Ford Cosworth DFV 3.0 V8 | P      |
| Osella Squadra Corse           | 31  | Jean-Pierre Jarier | Osella FA1C    | Ford Cosworth DFV 3.0 V8 | P      |
| Theodore Racing Team           | 32  | Tommy Byrne        | Theodore TY02  | Ford Cosworth DFV 3.0 V8 | G      |
| Toleman Group Motorsport       | 33  | Derek Warwick      | Toleman TG181C | Hart 415T 1.5 L4t        | P      |
| Toleman Group Motorsport       | 36  | Teo Fabi           | Toleman TG181C | Hart 415T 1.5 L4t        | P      |

Anmerkungen
1. ↑  Keegan löste Mass nach dem ersten freien Training am Steuer des March 821 mit der Startnummer 17 ab.

## Klassifikationen

### Qualifying
| Pos. | Fahrer             | Konstrukteur    | Qualifikationstraining 1 | Qualifikationstraining 1 | Qualifikationstraining 2 | Qualifikationstraining 2 | Start |
| Pos. | Fahrer             | Konstrukteur    | Zeit                     | Ø-Geschwindigkeit        | Zeit                     | Ø-Geschwindigkeit        | Start |
| ---- | ------------------ | --------------- | ------------------------ | ------------------------ | ------------------------ | ------------------------ | ----- |
| 01   | Didier Pironi      | Ferrari         | 1:47,947                 | 226,678 km/h             | keine Zeit               | —                        | DNS   |
| 02   | Alain Prost        | Renault         | 1:48,890                 | 224,715 km/h             | 2:07,540                 | 191,855 km/h             | 02    |
| 03   | René Arnoux        | Renault         | 1:49,256                 | 223,962 km/h             | 2:11,164                 | 186,554 km/h             | 03    |
| 04   | Nelson Piquet      | Brabham-BMW     | 1:49,415                 | 223,637 km/h             | 2:03,434                 | 198,237 km/h             | 04    |
| 05   | Patrick Tambay     | Ferrari         | 1:49,570                 | 223,320 km/h             | 2:04,090                 | 197,189 km/h             | 05    |
| 06   | Riccardo Patrese   | Brabham-BMW     | 1:49,760                 | 222,934 km/h             | keine Zeit               | –                        | 06    |
| 07   | Michele Alboreto   | Tyrrell-Ford    | 1:52,625                 | 217,263 km/h             | keine Zeit               | –                        | 07    |
| 08   | Niki Lauda         | McLaren-Ford    | 1:52,683                 | 217,151 km/h             | keine Zeit               | –                        | DNS   |
| 09   | Andrea de Cesaris  | Alfa Romeo      | 1:52,786                 | 216,952 km/h             | 2:08,873                 | 189,871 km/h             | 08    |
| 10   | Keke Rosberg       | Williams-Ford   | 1:52,892                 | 216,749 km/h             | 2:05,368                 | 195,179 km/h             | 09    |
| 11   | John Watson        | McLaren-Ford    | 1:53,073                 | 216,402 km/h             | 2:07,821                 | 191,433 km/h             | 10    |
| 12   | Bruno Giacomelli   | Alfa Romeo      | 1:53,887                 | 214,855 km/h             | 2:12,880                 | 184,145 km/h             | 11    |
| 13   | Eddie Cheever      | Ligier-Matra    | 1:54,211                 | 214,246 km/h             | keine Zeit               | –                        | 12    |
| 14   | Elio de Angelis    | Lotus-Ford      | 1:54,476                 | 213,750 km/h             | keine Zeit               | –                        | 13    |
| 15   | Derek Warwick      | Toleman-Hart    | 1:54,594                 | 213,530 km/h             | keine Zeit               | –                        | 14    |
| 16   | Jacques Laffite    | Ligier-Matra    | 1:54,982                 | 212,809 km/h             | keine Zeit               | –                        | 15    |
| 17   | Manfred Winkelhock | ATS-Ford        | 1:55,223                 | 212,364 km/h             | 2:11,564                 | 185,987 km/h             | 16    |
| 18   | Brian Henton       | Tyrrell-Ford    | 1:55,474                 | 211,902 km/h             | 2:11,280                 | 186,389 km/h             | 17    |
| 19   | Nigel Mansell      | Lotus-Ford      | 1:55,866                 | 211,185 km/h             | keine Zeit               | –                        | 18    |
| 20   | Derek Daly         | Williams-Ford   | 1:55,876                 | 211,167 km/h             | 2:07,514                 | 191,894 km/h             | 19    |
| 21   | Jean-Pierre Jarier | Osella-Ford     | 1:56,250                 | 210,488 km/h             | 2:11,607                 | 185,926 km/h             | 20    |
| 22   | Roberto Guerrero   | Ensign-Ford     | 1:56,489                 | 210,056 km/h             | 2:14,398                 | 182,065 km/h             | 21    |
| 23   | Eliseo Salazar     | ATS-Ford        | 1:56,537                 | 209,969 km/h             | 2:11,823                 | 185,622 km/h             | 22    |
| 24   | Mauro Baldi        | Arrows-Ford     | 1:56,680                 | 209,712 km/h             | 2:12,107                 | 185,223 km/h             | 23    |
| 25   | Raul Boesel        | March-Ford      | 1:57,245                 | 208,701 km/h             | 2:13,758                 | 182,936 km/h             | 24    |
| 26   | Chico Serra        | Fittipaldi-Ford | 1:57,337                 | 208,538 km/h             | keine Zeit               | –                        | 25    |
| 27   | Marc Surer         | Arrows-Ford     | 1:57,402                 | 208,422 km/h             | 2:10,226                 | 187,898 km/h             | 26    |
| DNQ  | Tommy Byrne        | Theodore-Ford   | 1:59,007                 | 205,611 km/h             | 2:13,032                 | 183,935 km/h             | –     |
| DNQ  | Rupert Keegan      | March-Ford      | 1:59,951                 | 203,993 km/h             | keine Zeit               | –                        | –     |
| DNQ  | Teo Fabi           | Toleman-Hart    | keine Zeit               | –                        | keine Zeit               | –                        | –     |
| DNS  | Jochen Mass        | March-Ford      | keine Zeit               | –                        | keine Zeit               | –                        | –     |

### Rennen
| Pos. | Fahrer             | Konstrukteur    | Runden | Stopps | Zeit        | Start | Schnellste Runde |
| ---- | ------------------ | --------------- | ------ | ------ | ----------- | ----- | ---------------- |
| 01   | Patrick Tambay     | Ferrari         | 45     | 0      | 1:27:25,178 | 05    | 1:54,805         |
| 02   | René Arnoux        | Renault         | 45     | 0      | + 16,379    | 03    | 1:55,825         |
| 03   | Keke Rosberg       | Williams-Ford   | 44     | 0      | + 1 Runde   | 09    | 1:57,882         |
| 04   | Michele Alboreto   | Tyrrell-Ford    | 44     | 0      | + 1 Runde   | 07    | 1:58,190         |
| 05   | Bruno Giacomelli   | Alfa Romeo      | 44     | 0      | + 1 Runde   | 11    | 1:58,193         |
| 06   | Marc Surer         | Arrows-Ford     | 44     | 0      | + 1 Runde   | 26    | 1:59,025         |
| 07   | Brian Henton       | Tyrrell-Ford    | 44     | 0      | + 1 Runde   | 17    | 1:58,848         |
| 08   | Roberto Guerrero   | Ensign-Ford     | 44     | 0      | + 1 Runde   | 21    | 2:00,167         |
| 09   | Nigel Mansell      | Lotus-Ford      | 43     | 1      | + 2 Runden  | 18    | 1:58,447         |
| 10   | Derek Warwick      | Toleman-Hart    | 43     | 1      | + 2 Runden  | 14    | 1:57,794         |
| 11   | Chico Serra        | Fittipaldi-Ford | 43     | 0      | + 2 Runden  | 25    | 2:01,238         |
| –    | John Watson        | McLaren-Ford    | 36     | 0      | DNF         | 10    | 1:57,000         |
| –    | Jacques Laffite    | Ligier-Matra    | 36     | 0      | DNF         | 15    | 1:57,454         |
| –    | Derek Daly         | Williams-Ford   | 25     | 0      | DNF         | 19    | 1:57,927         |
| –    | Raul Boesel        | March-Ford      | 22     | 0      | DNF         | 24    | 2:01,692         |
| –    | Elio de Angelis    | Lotus-Ford      | 21     | 1      | DNF         | 13    | 1:58,246         |
| –    | Nelson Piquet      | Brabham-BMW     | 18     | 0      | DNF         | 04    | 1:54,035 (07.)   |
| –    | Eliseo Salazar     | ATS-Ford        | 17     | 0      | DNF         | 22    | 2:00,040         |
| –    | Alain Prost        | Renault         | 14     | 1      | DNF         | 02    | 1:56,312         |
| –    | Riccardo Patrese   | Brabham-BMW     | 13     | 0      | DNF         | 06    | 1:56,460         |
| –    | Andrea de Cesaris  | Alfa Romeo      | 9      | 0      | DNF         | 08    | 1:57,383         |
| –    | Eddie Cheever      | Ligier-Matra    | 8      | 3      | DNF         | 12    | 2:00,033         |
| –    | Mauro Baldi        | Arrows-Ford     | 6      | 3      | DNF         | 23    | 2:15,546         |
| –    | Jean-Pierre Jarier | Osella-Ford     | 3      | 0      | DNF         | 20    | 2:01,238         |
| –    | Manfred Winkelhock | ATS-Ford        | 3      | 0      | DNF         | 16    | 2:03,646         |

## WM-Stände nach dem Rennen
Die ersten sechs des Rennens bekamen 9, 6, 4, 3, 2 bzw. 1 Punkt(e). In der Fahrerwertung wurden die besten elf Resultate, in der Konstrukteurswertung alle Resultate gewertet.

### Fahrerwertung
| Pos. | Fahrer              | Konstrukteur                  | Punkte |
| ---- | ------------------- | ----------------------------- | ------ |
| 01   | Didier Pironi       | Ferrari                       | 39     |
| 02   | John Watson         | McLaren-Ford                  | 30     |
| 03   | Keke Rosberg        | Williams-Ford                 | 27     |
| 04   | Alain Prost         | Renault                       | 25     |
| 05   | Niki Lauda          | McLaren-Ford                  | 24     |
| 06   | Riccardo Patrese    | Brabham-Ford / Brabham-BMW    | 19     |
| 07   | René Arnoux         | Renault                       | 19     |
| 08   | Nelson Piquet       | Brabham-Ford / Brabham-BMW    | 17     |
| 09   | Patrick Tambay      | Ferrari                       | 16     |
| 10   | Michele Alboreto    | Tyrrell-Ford                  | 14     |
| 11   | Elio de Angelis     | Lotus-Ford                    | 13     |
| 12   | Eddie Cheever       | Ligier-Matra                  | 10     |
| 13   | Derek Daly          | Theodore-Ford / Williams-Ford | 7      |
| 14   | Nigel Mansell       | Lotus-Ford                    | 7      |
| 15   | Carlos Reutemann    | Williams-Ford                 | 6      |
| 16   | Gilles Villeneuve † | Ferrari                       | 6      |
| 17   | Andrea de Cesaris   | Alfa Romeo                    | 5      |
| 18   | Jean-Pierre Jarier  | Osella-Ford                   | 3      |

| Pos. | Fahrer             | Konstrukteur               | Punkte |
| ---- | ------------------ | -------------------------- | ------ |
| 19   | Marc Surer         | Arrows-Ford                | 3      |
| 20   | Bruno Giacomelli   | Alfa Romeo                 | 2      |
| 21   | Eliseo Salazar     | ATS-Ford                   | 2      |
| 22   | Manfred Winkelhock | ATS-Ford                   | 2      |
| 23   | Jacques Laffite    | Ligier-Matra               | 1      |
| 24   | Chico Serra        | Fittipaldi-Ford            | 1      |
| 25   | Mauro Baldi        | Arrows-Ford                | 1      |
| 26   | Brian Henton       | Arrows-Ford / Tyrrell-Ford | 0      |
| 27   | Jochen Mass        | March-Ford                 | 0      |
| 28   | Slim Borgudd       | Tyrrell-Ford               | 0      |
| 29   | Raul Boesel        | March-Ford                 | 0      |
| 30   | Roberto Guerrero   | Ensign-Ford                | 0      |
| 31   | Derek Warwick      | Toleman-Hart               | 0      |
| 32   | Geoff Lees         | Theodore-Ford / Lotus-Ford | 0      |
| –    | Mario Andretti     | Williams-Ford              | 0      |
| –    | Teo Fabi           | Toleman-Hart               | 0      |
| –    | Riccardo Paletti † | Osella-Ford                | 0      |
| –    | Jan Lammers        | Theodore-Ford              | 0      |

### Konstrukteurswertung
| Pos. | Konstrukteur  | Punkte |
| ---- | ------------- | ------ |
| 01   | Ferrari       | 61     |
| 02   | McLaren-Ford  | 54     |
| 03   | Renault       | 44     |
| 04   | Williams-Ford | 40     |
| 05   | Lotus-Ford    | 20     |
| 06   | Brabham-Ford  | 19     |
| 07   | Brabham-BMW   | 17     |
| 08   | Tyrrell-Ford  | 14     |
| 09   | Ligier-Matra  | 11     |

| Pos. | Konstrukteur    | Punkte |
| ---- | --------------- | ------ |
| 10   | Alfa Romeo      | 7      |
| 11   | ATS-Ford        | 4      |
| 12   | Arrows-Ford     | 4      |
| 13   | Osella-Ford     | 3      |
| 14   | Fittipaldi-Ford | 1      |
| 15   | March-Ford      | 0      |
| 16   | Theodore-Ford   | 0      |
| –    | Toleman-Hart    | 0      |
| –    | Ensign-Ford     | 0      |